# Ernst Trygger
Ernst Trygger (27 tháng 10 năm 1857 – 23 tháng 9 năm 1943) là luật gia, giáo sư người Thụy Điển và chính trị gia bảo thủ. Ông giữ chức Thủ tướng Thụy Điển từ năm 1923 đến năm 1924. Ông còn là Bộ trưởng Ngoại giao từ năm 1928 đến năm 1930 trong chính phủ Arvid Lindman. Ông là thượng nghị sĩ của Riksdag từ năm 1898 đến năm 1937, và là lãnh đạo phe bảo thủ từ năm 1913 đến năm 1933.